# Belga (España)
Belga (En gallego y oficialmente A Belga) es un Caserío  situada en la parroquia de Nebra en el municipio de Puerto del Son (provincia de La Coruña, Galicia, España).
Está situada a 100 metros sobre el nivel del mar a 5 kilómetros de la cabecera municipal. Las localidades más cercanas son Foloña y Castrallón. En 2021 tenía una 1 habitante (1 hombres y 0 mujeres).